# August Wilhelm Bach
August Wilhelm Bach (ur. 4 października 1796 w Berlinie, zm. 15 kwietnia 1869) – kompozytor i organista niemiecki, pedagog muzyczny. Nie był spokrewniony z rodziną Johanna Sebastiana Bacha. 

## Życiorys
Jego ojciec Gottfried Bach pracował jako organista w berlińskim Kościele Trójcy Świętej. Ojciec był pierwszym nauczycielem muzyki Augusta Wilhelma, a także towarzyszył mu w jego praktyce kościelnej. Po ukończeniu szkoły średniej około 1813 r. pracował poza Berlinem jako prywatny nauczyciel muzyki. Po śmierci ojca w 1814 r. powrócił do Berlina, mając nadzieje na sukcesję po ojcu na stanowisko organisty w kościele Trójcy Świętej. Otrzymał jednak stanowisko organisty w berlińskim Kościele św. Gertrudy. Kontynuował edukację muzyczną u Carla Friedricha Zeltera (kontrapunkt i fuga) i Ludwiga Bergera (fortepian), a później u Carla Wilhelma Henninga w grze na skrzypcach. W 1815 r. Został członkiem berlińskiej Singakademie, a w październiku 1816 r. został organistą w berlińskim Kościele Mariackim. W następnych latach poszerzał swoją wiedzę muzyczną podczas podróży zagranicznych. W latach 1819–1820 pobierał lekcje u Michaela Gottharda Fischera.
Bach w 1820 r. otrzymał propozycję objęcia stanowiska dyrektora muzycznego i pedagoga w Szczecinie. Nie przyjął jej, lecz propozycja ta pomogła mu w otrzymaniu w 1822 r. stanowiska nauczyciela gry na organach i teorii muzyki w Królewskim Instytucie Muzyki Kościelnej w Berlinie. Założycielem i Dyrektorem nowo powstałego Instytutu został nauczyciel Bacha - Carl Friedrich Zelter. W 1826 r. Bach został Komisarzem Królewskiej Dyrekcji Budowy Organów w celu monitorowania projektu budowy organów w Prusach. Z wiedzy zebranej podczas pełnienia tego stanowiska powstał krótki przewodnik po budowanych w tym czasie instrumentach oraz ówczesnych twórcach organów. 
W 1832 roku, po śmierci Carla Friedricha Zeltera Bach został jego następcą jako dyrektor Instytutu Muzyki Sakralnej i pozostał na tym stanowisku do końca życia. Pruska Akademia Sztuki mianowała go w 1833 r. nauczycielem i członkiem Senatu. Uczył teorii muzyki i kompozycji na wydziale kompozycji muzycznej. W 1845 r. otrzymał pruski Order Orła Czerwonego IV klasy; W 1858 roku został mianowany profesorem królewskim. 
Zmarł w Berlinie w kwietniu 1869 roku w wieku 72 lat i został pochowany na cmentarzu św. Marii i św. Mikołaja w dzielnicy Prenzlauer Berg.
Spośród znanych uczniów można wymienić śląskiego wirtuoza organistę Carla Augusta Haupta, który zastąpił w późniejszych latach Bacha na kierowniczym stanowisku w Królewskim Instytucie Muzyki Kościelnej w Berlinie.
Do kompozycji Bacha należą głównie dzieła sakralne i utwory fortepianowe. Napisał także szkołę gry na organach oraz kancjonał hymnów. 